# 500 kilomètres de Suzuka 1992
Les 500 kilomètres de Suzuka 1992  (officiellement appelé les 1992 International Suzuka 500 km), disputées le 19 avril 1992 sur le Circuit de Suzuka, ont été la première manche du  Championnat du Japon de sport-prototypes 1992.

## La course

### Classement de la course
Voici le classement officiel au terme de la course,.
- Les premiers de chaque catégorie du championnat du monde sont signalés par un fond jaune.
- Pour la colonne Pneus, il faut passer le curseur au-dessus du modèle pour connaître le manufacturier de pneumatiques.
- Les voitures ne réussissant pas à parcourir 75% de la distance du gagnant sont non classées (NC).

| Pos | Classe | no  | Écurie                     | Pilotes                                              | Châssis                      | Pneus | Tours | Temps               |
| Pos | Classe | no  | Écurie                     | Pilotes                                              | Moteur                       | Pneus | Tours | Temps               |
| --- | ------ | --- | -------------------------- | ---------------------------------------------------- | ---------------------------- | ----- | ----- | ------------------- |
| 1   | C1     | 24  | Nissan Motorsport          | Masahiro Hasemi Jeff Krosnoff Masahiko Kageyama      | Nissan R92CP                 | B     | 86    | 2 h 54 min 33 s 548 |
| 1   | C1     | 24  | Nissan Motorsport          | Masahiro Hasemi Jeff Krosnoff Masahiko Kageyama      | Nissan VHR35Z 3,5 l V8 Turbo | B     | 86    | 2 h 54 min 33 s 548 |
| 2   | C1     | 27  | FromA Racing               | Volker Weidler Mauro Martini Katsutomo Kaneishi (en) | Nissan R91CK                 | B     | 86    | + 7 s 122           |
| 2   | C1     | 27  | FromA Racing               | Volker Weidler Mauro Martini Katsutomo Kaneishi (en) | Nissan VHR35Z 3,5 l V8 Turbo | B     | 86    | + 7 s 122           |
| 3   | C1     | 99  | Trust Racing Team          | George Fouché Steven Andskär                         | Toyota 92C-V                 | D     | 86    | + 18 s 192          |
| 3   | C1     | 99  | Trust Racing Team          | George Fouché Steven Andskär                         | Toyota R36V 3,6 l V8 Turbo   | D     | 86    | + 18 s 192          |
| 4   | C1     | 39  | Kitz Racing Team with SARD | Roland Ratzenberger Eje Elgh                         | Toyota 92C-V                 | B     | 86    | + 1 min 29 s 472    |
| 4   | C1     | 39  | Kitz Racing Team with SARD | Roland Ratzenberger Eje Elgh                         | Toyota R36V 3,6 l V8 Turbo   | B     | 86    | + 1 min 29 s 472    |
| 5   | C1     | 36  | Toyota Team TOM'S          | Pierre-Henri Raphanel Masanori Sekiya                | Toyota 92C-V                 | B     | 86    | + 1 min 32 s 900    |
| 5   | C1     | 36  | Toyota Team TOM'S          | Pierre-Henri Raphanel Masanori Sekiya                | Toyota R36V 3,6 l V8 Turbo   | B     | 86    | + 1 min 32 s 900    |
| 6   | C1     | 61  | Team Take One              | Hideki Okada Thomas Danielsson (en)                  | Nissan R91CP                 | D     | 84    | + 2 tours           |
| 6   | C1     | 61  | Team Take One              | Hideki Okada Thomas Danielsson (en)                  | Nissan VHR35Z 3,5 l V8 Turbo | D     | 84    | + 2 tours           |
| 7   | C      | 5   | Mazdaspeed                 | Takashi Yorino Yojiro Terada                         | Mazda MXR-01                 | D     | 82    | + 4 tours           |
| 7   | C      | 5   | Mazdaspeed                 | Takashi Yorino Yojiro Terada                         | Judd MV10 3,5 l V10 Atmo     | D     | 82    | + 4 tours           |
| 8   | C1     | 230 | Pleasure Racing            | Tetsuji Shiratori Masatomo Shimizu                   | Mazda 767B                   | D     | 77    | + 9 tours           |
| 8   | C1     | 230 | Pleasure Racing            | Tetsuji Shiratori Masatomo Shimizu                   | Mazda 13J 2,6 l 2-Rotor      | D     | 77    | + 9 tours           |
| 9   | C1     | 1   | Nissan Motorsport          | Kazuyoshi Hoshino Toshio Suzuki                      | Nissan R92CP                 | B     | 69    | + 17 tours          |
| 9   | C1     | 1   | Nissan Motorsport          | Kazuyoshi Hoshino Toshio Suzuki                      | Nissan VHR35Z 3,5 l V8 Turbo | B     | 69    | + 17 tours          |

## Pole position et record du tour
- Pole position :  Masahiro Hasemi (#1 Nissan Motorsport) en 1 min 45 s 456
- Meilleur tour en course :  Kazuyoshi Hoshino (#36 Nissan Motorsport) en 1 min 51 s 212

## À noter
- Longueur du circuit : 5,864 km
- Distance parcourue par les vainqueurs : 504,304 km